# Абха (аэропорт)
Международный аэропорт «Абха» (араб. مطار أبهـــا الدولي‎, (ИАТА: AHB, ИКАО: OEAB) — аэропорт в Абхе, столице Асира, Саудовская Аравия.
Аэропорт предлагает различные перелёты внутри королевства, а также в Сану, Каир, Доху, Дубай и эмират Шарджа.
Строительство аэропорта началось в середине 1975 года. Открытие состоялось в 1977 году.
Дизайн был выполнен компанией «Dutch Consultants NACO».
Аэропорт был построен между Абхой и Хамис-Мушайтом и в настоящее время служит для обоих городов одинаково.

## Сооружения
Аэропорт находится на высоте 2090 м над уровнем моря. Имеет одну взлётную полосу с асфальтированным покрытием длиной в 3350 м.